# 內德湖
內德湖（德語：Neddersee），是德國的湖泊，位於該國東北部，由梅克倫堡-前波美拉尼亞州負責管轄，處於路德維希斯盧斯特-帕爾希姆縣，面積0.13平方公里，海拔高度16.2米，湖岸線長度1.4公里。